# Kometkoma
Kometkoma eller Komaen (fra latinsk: hår) er den tågede indpakning rundt om kometkernen. Den bliver dannet når kometen passerer nær Solen på sin elliptiske bane rundt om Solen, og dele af overfladen sublimerer.
Komaen er generelt sammensat af is og støvpartikler. Større partikler efterlades langs kometbanen, mens de mindre bliver skubbet væk af solvinden og strålingstrykket fra sollyset.
Komaen giver kometen et uklart udseende i et teleskop og gør den mærkbar forskellig fra stjerner.
NASAs' Stardust-sonde havde som formål at samle prøver fra en koma.
| Astronomi | Spire Denne artikel om astronomi er en spire som bør udbygges. Du er velkommen til at hjælpe Wikipedia ved at udvide den. |